# M25 (天体)
座標:  18h 31m 47.0s, −19° 07′ 00″
M25 (IC 4725) は、いて座にある散開星団。

## 概要
双眼鏡でも確認できるほどよく目立つ星団であるにもかかわらず、NGCには含まれていない。これは、ジョン・ハーシェルがジェネラルカタログには記載しなかったためであるが、理由は定かではない。結局1908年に、ソロン・アーヴィング・ベイリーの観測と位置測定を元にジョン・ドレイヤーが編纂したインデックスカタログ (IC) の第2版で記載された。
星はまばらであり、シャプレーの分類では d とされている。双眼鏡では数個の星がパラパラとしか見えないが、口径5cmの望遠鏡では明るい10個ばかりの星が見えてくる。口径10cmの望遠鏡ならば50個くらいの星が見える。15cmになってくると色の違いも目立ってくる。低倍率で見る方がよりよく見える。白い星の中にオレンジ色の星が見えるのが面白い。

## 観測史
1745年から46年にかけてジャン＝フィリップ・ロワ・ド・シェゾーによって発見された。シャルル・メシエは「3.5フィート望遠鏡では難しい。星雲状物質は見つからない」と記している。